# Ümit Yaşar Bayazıtoğlu
Ümit Yaşar Bayazıtoğlu (* 24. April 1953 in Malkara/Provinz Tekirdağ) ist ein türkischer Journalist und Publizist.

## Leben
Bayazıtoğlu besuchte das Edirne Lisesi und studierte anschließend Journalismus an der Gazetecilik ve Halkla İlişkiler Yüksekokulu der Universität Ankara. Bayazıtoğlu arbeitete für folgende Zeitschriften: Haftanın Sesi (Chefredakteur), Nokta (1991), Gergedan (1987), Tempo (1989), EP, Express, Roll (2000), Akşamlık (2003), BirGün (2008) und Derin Tarih (2014).
Gedichte veröffentlichte Bayazıtoğlu unter seinem Pseudonym „Ümit Bayazoğlu“ in den Zeitschriften Tan, Oluşum und Yeditepe. Des Weiteren schrieb Bayazıtoğlu seit 2003 unter seinem Pseudonym mehrere Sachbücher. Sein Schwerpunkt sind seit 2013 Porträts außergewöhnlicher Menschen. Oft beschrieb er solche, die von der Welt vergessen wurden. In Hatırda Kalmaz Satırda Kalır beschrieb er 58 Personen. In seinem Buch Uzun, İnce Yolcular – 42 Portre porträtierte er u. a. Ergüder Yoldaş, Hippi Perihan, Süha Erge, Emine Naciye Tevfik, Kâzim Zafir Yaşar Hayrettin Dahik, Sadun Boro, Orhan Talat Salçıoğlu, Prenses Fazıla, Sakallı Celâl, Zati Sungur, Tarzan Toma, Karıncaezmez Şevki, Süheyl Furgaç, Zeki Beyner und Mehmet Cemil Sadun Boro, Orhan Talat Salçıoğlu, Prenses Fazıla, Sakallı Celâl, Zati Sungur, Tarzan Toma, Karıncaezmez Şevki, Süheyl Furgaç, Zeki Beyner, Hilmi Yücebaş und Mehmet Cemil. Karin Karakaşlı charakterisierte das Werk in Agos als das "Album vergessener und außergewöhnlicher Menschen". Bayazıtoğlu hat eine Tochter.

## Bücher
- Hatay Meyhanesi Defterleri. Yapı Kredi Yayınları, 2003
- Hayat Tatlı Zehir. Aydın Boysan Kitabı, Türkiye İş Bankası Kültür Yayınları. Istanbul 2007
- Hatırda Kalmaz Satırda Kalır – 58 Portre. Aras Yayıncılık, 2013
- Uzun, İnce Yolcular – 42 Portre, Aras Yayıncılık, Istanbul 2014